# رموز البلدان د-إ
هذه المقالة تحتوي على رموز البلدان من حرف د إلى حرف إ.

## الدنمارك
| أيزو 3166-1 رقمي 208                                         | أيزو 3166-1 حرفي-3 DNK                            | أيزو 3166-1 حرفي-2 DK                              | رمز مطار منظمة الطيران المدني الدولي بادئة(es) EK           |
| قائمة مفاتيح الهاتف لدول العالم +45                          | قائمة رموز بلدان اللجنة الأولمبية الدولية DEN     | النطاق الأعلى في ترميز الدولة .dk                  | منظمة الطيران المدني الدولي تسجيل الطائرات. بادئة (es) OY-  |
| الهوية الدولية لمشترك الجوال رمز البلد في الهاتف المحمول 238 | قائمة رموز أعضاء حلف الناتو رمز من ثلاثة حروف DNK | قائمة رموز أعضاء حلف الناتو رمز من حرفين (قديم) DA | مكتبة الكونغرس مارك (نظام فهرسة) DK                         |
| أرقام الهوية البحرية 219, 220                                | قائمة رموز الاتحاد الدولي للاتصالات DNK           | رموز معايير معالجة المعلومات الفيدرالية DA         | رمز تسجيل المركبات الدولي DK                                |
| GTIN بادئة (es) 570-579                                      | رمز برنامج الأمم المتحدة الإنمائي DEN             | المنظمة العالمية للأرصاد الجوية رمز البلد DN       | بادئة نداء الاتحاد الدولي للاتصالات 5PA-5QZ,OUA-OZZ,XPA-XPZ |

## جيبوتي
| أيزو 3166-1 رقمي 262                                         | أيزو 3166-1 حرفي-3 DJI                            | أيزو 3166-1 حرفي-2 DJ                              | رمز مطار منظمة الطيران المدني الدولي بادئة(es) HD          |
| قائمة مفاتيح الهاتف لدول العالم +253                         | قائمة رموز بلدان اللجنة الأولمبية الدولية DJI     | النطاق الأعلى في ترميز الدولة .dj                  | منظمة الطيران المدني الدولي تسجيل الطائرات. بادئة (es) J2- |
| الهوية الدولية لمشترك الجوال رمز البلد في الهاتف المحمول 638 | قائمة رموز أعضاء حلف الناتو رمز من ثلاثة حروف DJI | قائمة رموز أعضاء حلف الناتو رمز من حرفين (قديم) DJ | مكتبة الكونغرس مارك (نظام فهرسة) FT                        |
| أرقام الهوية البحرية 621                                     | قائمة رموز الاتحاد الدولي للاتصالات DJI           | رموز معايير معالجة المعلومات الفيدرالية DJ         | رمز تسجيل المركبات الدولي DJI (unofficial)                 |
| GTIN بادئة (es) —                                            | رمز برنامج الأمم المتحدة الإنمائي DJI             | المنظمة العالمية للأرصاد الجوية رمز البلد DJ       | بادئة نداء الاتحاد الدولي للاتصالات J2A-J2Z                |

## دومينيكا
| أيزو 3166-1 رقمي 212                                         | أيزو 3166-1 حرفي-3 DMA                            | أيزو 3166-1 حرفي-2 DM                              | رمز مطار منظمة الطيران المدني الدولي بادئة(es) TD          |
| قائمة مفاتيح الهاتف لدول العالم +1 767                       | قائمة رموز بلدان اللجنة الأولمبية الدولية DMA     | النطاق الأعلى في ترميز الدولة .dm                  | منظمة الطيران المدني الدولي تسجيل الطائرات. بادئة (es) J7- |
| الهوية الدولية لمشترك الجوال رمز البلد في الهاتف المحمول 356 | قائمة رموز أعضاء حلف الناتو رمز من ثلاثة حروف DMA | قائمة رموز أعضاء حلف الناتو رمز من حرفين (قديم) DO | مكتبة الكونغرس مارك (نظام فهرسة) DQ                        |
| أرقام الهوية البحرية 325                                     | قائمة رموز الاتحاد الدولي للاتصالات DMA           | رموز معايير معالجة المعلومات الفيدرالية DO         | رمز تسجيل المركبات الدولي WD                               |
| GTIN بادئة (es) —                                            | رمز برنامج الأمم المتحدة الإنمائي DMI             | المنظمة العالمية للأرصاد الجوية رمز البلد DO       | بادئة نداء الاتحاد الدولي للاتصالات J7A-J7Z                |

## جمهورية الدومينيكان
| أيزو 3166-1 رقمي 214                                         | أيزو 3166-1 حرفي-3 DOM                            | أيزو 3166-1 حرفي-2 DO                              | رمز مطار منظمة الطيران المدني الدولي بادئة(es) MD          |
| قائمة مفاتيح الهاتف لدول العالم +1 809, +1 829, +1 849       | قائمة رموز بلدان اللجنة الأولمبية الدولية DOM     | النطاق الأعلى في ترميز الدولة .do                  | منظمة الطيران المدني الدولي تسجيل الطائرات. بادئة (es) HI- |
| الهوية الدولية لمشترك الجوال رمز البلد في الهاتف المحمول 370 | قائمة رموز أعضاء حلف الناتو رمز من ثلاثة حروف DOM | قائمة رموز أعضاء حلف الناتو رمز من حرفين (قديم) DR | مكتبة الكونغرس مارك (نظام فهرسة) DR                        |
| أرقام الهوية البحرية 327                                     | قائمة رموز الاتحاد الدولي للاتصالات DOM           | رموز معايير معالجة المعلومات الفيدرالية DR         | رمز تسجيل المركبات الدولي DOM                              |
| GTIN بادئة (es) 746                                          | رمز برنامج الأمم المتحدة الإنمائي DOM             | المنظمة العالمية للأرصاد الجوية رمز البلد DR       | بادئة نداء الاتحاد الدولي للاتصالات HIA-HIZ                |

## الإكوادور
| أيزو 3166-1 رقمي 218                                         | أيزو 3166-1 حرفي-3 ECU                            | أيزو 3166-1 حرفي-2 EC                              | رمز مطار منظمة الطيران المدني الدولي بادئة(es) SE          |
| قائمة مفاتيح الهاتف لدول العالم +593                         | قائمة رموز بلدان اللجنة الأولمبية الدولية ECU     | النطاق الأعلى في ترميز الدولة .ec                  | منظمة الطيران المدني الدولي تسجيل الطائرات. بادئة (es) HC- |
| الهوية الدولية لمشترك الجوال رمز البلد في الهاتف المحمول 740 | قائمة رموز أعضاء حلف الناتو رمز من ثلاثة حروف ECU | قائمة رموز أعضاء حلف الناتو رمز من حرفين (قديم) EC | مكتبة الكونغرس مارك (نظام فهرسة) EC                        |
| أرقام الهوية البحرية 735                                     | قائمة رموز الاتحاد الدولي للاتصالات EQA           | رموز معايير معالجة المعلومات الفيدرالية EC         | رمز تسجيل المركبات الدولي EC                               |
| GTIN بادئة (es) 786                                          | رمز برنامج الأمم المتحدة الإنمائي ECU             | المنظمة العالمية للأرصاد الجوية رمز البلد EQ       | بادئة نداء الاتحاد الدولي للاتصالات HCA-HDZ                |

## مصر
| أيزو 3166-1 رقمي 818                                         | أيزو 3166-1 حرفي-3 EGY                            | أيزو 3166-1 حرفي-2 EG                              | رمز مطار منظمة الطيران المدني الدولي بادئة(es) HE           |
| قائمة مفاتيح الهاتف لدول العالم +20                          | قائمة رموز بلدان اللجنة الأولمبية الدولية EGY     | النطاق الأعلى في ترميز الدولة .eg                  | منظمة الطيران المدني الدولي تسجيل الطائرات. بادئة (es) SU-  |
| الهوية الدولية لمشترك الجوال رمز البلد في الهاتف المحمول 602 | قائمة رموز أعضاء حلف الناتو رمز من ثلاثة حروف EGY | قائمة رموز أعضاء حلف الناتو رمز من حرفين (قديم) EG | مكتبة الكونغرس مارك (نظام فهرسة) UA                         |
| أرقام الهوية البحرية 622                                     | قائمة رموز الاتحاد الدولي للاتصالات EGY           | رموز معايير معالجة المعلومات الفيدرالية EG         | رمز تسجيل المركبات الدولي ET                                |
| GTIN بادئة (es) 622                                          | رمز برنامج الأمم المتحدة الإنمائي EGY             | المنظمة العالمية للأرصاد الجوية رمز البلد EG       | بادئة نداء الاتحاد الدولي للاتصالات 6AA-6BZ,SSA-SSM,SUA-SUZ |

## السلفادور
| أيزو 3166-1 رقمي 222                                         | أيزو 3166-1 حرفي-3 SLV                            | أيزو 3166-1 حرفي-2 SV                              | رمز مطار منظمة الطيران المدني الدولي بادئة(es) MS          |
| قائمة مفاتيح الهاتف لدول العالم +503                         | قائمة رموز بلدان اللجنة الأولمبية الدولية ESA     | النطاق الأعلى في ترميز الدولة .sv                  | منظمة الطيران المدني الدولي تسجيل الطائرات. بادئة (es) YS- |
| الهوية الدولية لمشترك الجوال رمز البلد في الهاتف المحمول 706 | قائمة رموز أعضاء حلف الناتو رمز من ثلاثة حروف SLV | قائمة رموز أعضاء حلف الناتو رمز من حرفين (قديم) ES | مكتبة الكونغرس مارك (نظام فهرسة) ES                        |
| أرقام الهوية البحرية 359                                     | قائمة رموز الاتحاد الدولي للاتصالات SLV           | رموز معايير معالجة المعلومات الفيدرالية ES         | رمز تسجيل المركبات الدولي ES                               |
| GTIN بادئة (es) 741                                          | رمز برنامج الأمم المتحدة الإنمائي ELS             | المنظمة العالمية للأرصاد الجوية رمز البلد ES       | بادئة نداء الاتحاد الدولي للاتصالات HUA-HUZ, YSA-YSZ       |

New Delhi is 011

## غينيا الاستوائية
| أيزو 3166-1 رقمي 226                                         | أيزو 3166-1 حرفي-3 GNQ                            | أيزو 3166-1 حرفي-2 GQ                              | رمز مطار منظمة الطيران المدني الدولي بادئة(es) FG          |
| قائمة مفاتيح الهاتف لدول العالم +240                         | قائمة رموز بلدان اللجنة الأولمبية الدولية GEQ     | النطاق الأعلى في ترميز الدولة .gq                  | منظمة الطيران المدني الدولي تسجيل الطائرات. بادئة (es) 3C- |
| الهوية الدولية لمشترك الجوال رمز البلد في الهاتف المحمول 627 | قائمة رموز أعضاء حلف الناتو رمز من ثلاثة حروف GNQ | قائمة رموز أعضاء حلف الناتو رمز من حرفين (قديم) EK | مكتبة الكونغرس مارك (نظام فهرسة) EG                        |
| أرقام الهوية البحرية 631                                     | قائمة رموز الاتحاد الدولي للاتصالات GNE           | رموز معايير معالجة المعلومات الفيدرالية EK         | رمز تسجيل المركبات الدولي GQ (unofficial)                  |
| GTIN بادئة (es) —                                            | رمز برنامج الأمم المتحدة الإنمائي EQG             | المنظمة العالمية للأرصاد الجوية رمز البلد GQ       | بادئة نداء الاتحاد الدولي للاتصالات 3CA-3CZ                |

## إرتريا
| أيزو 3166-1 رقمي 232                                         | أيزو 3166-1 حرفي-3 ERI                            | أيزو 3166-1 حرفي-2 ER                              | رمز مطار منظمة الطيران المدني الدولي بادئة(es) HH          |
| قائمة مفاتيح الهاتف لدول العالم +291                         | قائمة رموز بلدان اللجنة الأولمبية الدولية ERI     | النطاق الأعلى في ترميز الدولة .er                  | منظمة الطيران المدني الدولي تسجيل الطائرات. بادئة (es) E3- |
| الهوية الدولية لمشترك الجوال رمز البلد في الهاتف المحمول 657 | قائمة رموز أعضاء حلف الناتو رمز من ثلاثة حروف ERI | قائمة رموز أعضاء حلف الناتو رمز من حرفين (قديم) ER | مكتبة الكونغرس مارك (نظام فهرسة) EA                        |
| أرقام الهوية البحرية 625                                     | قائمة رموز الاتحاد الدولي للاتصالات ERI           | رموز معايير معالجة المعلومات الفيدرالية ER         | رمز تسجيل المركبات الدولي ER                               |
| GTIN بادئة (es) —                                            | رمز برنامج الأمم المتحدة الإنمائي ERI             | المنظمة العالمية للأرصاد الجوية رمز البلد E1       | بادئة نداء الاتحاد الدولي للاتصالات E3A-E3Z                |

## إستونيا
| أيزو 3166-1 رقمي 233                                         | أيزو 3166-1 حرفي-3 EST                            | أيزو 3166-1 حرفي-2 EE                              | رمز مطار منظمة الطيران المدني الدولي بادئة(es) EE          |
| قائمة مفاتيح الهاتف لدول العالم +372                         | قائمة رموز بلدان اللجنة الأولمبية الدولية EST     | النطاق الأعلى في ترميز الدولة .ee                  | منظمة الطيران المدني الدولي تسجيل الطائرات. بادئة (es) ES- |
| الهوية الدولية لمشترك الجوال رمز البلد في الهاتف المحمول 248 | قائمة رموز أعضاء حلف الناتو رمز من ثلاثة حروف EST | قائمة رموز أعضاء حلف الناتو رمز من حرفين (قديم) EN | مكتبة الكونغرس مارك (نظام فهرسة) ER                        |
| أرقام الهوية البحرية 276                                     | قائمة رموز الاتحاد الدولي للاتصالات EST           | رموز معايير معالجة المعلومات الفيدرالية EN         | رمز تسجيل المركبات الدولي EST                              |
| GTIN بادئة (es) 474                                          | رمز برنامج الأمم المتحدة الإنمائي EST             | المنظمة العالمية للأرصاد الجوية رمز البلد EO       | بادئة نداء الاتحاد الدولي للاتصالات ESA-ESZ                |

## إثيوبيا
| أيزو 3166-1 رقمي 231                                         | أيزو 3166-1 حرفي-3 ETH                            | أيزو 3166-1 حرفي-2 ET                              | رمز مطار منظمة الطيران المدني الدولي بادئة(es) HA          |
| قائمة مفاتيح الهاتف لدول العالم +251                         | قائمة رموز بلدان اللجنة الأولمبية الدولية ETH     | النطاق الأعلى في ترميز الدولة .et                  | منظمة الطيران المدني الدولي تسجيل الطائرات. بادئة (es) ET- |
| الهوية الدولية لمشترك الجوال رمز البلد في الهاتف المحمول 636 | قائمة رموز أعضاء حلف الناتو رمز من ثلاثة حروف ETH | قائمة رموز أعضاء حلف الناتو رمز من حرفين (قديم) ET | مكتبة الكونغرس مارك (نظام فهرسة) ET                        |
| أرقام الهوية البحرية 624                                     | قائمة رموز الاتحاد الدولي للاتصالات ETH           | رموز معايير معالجة المعلومات الفيدرالية ET         | رمز تسجيل المركبات الدولي ETH                              |
| GTIN بادئة (es) —                                            | رمز برنامج الأمم المتحدة الإنمائي ETH             | المنظمة العالمية للأرصاد الجوية رمز البلد ET       | بادئة نداء الاتحاد الدولي للاتصالات 9EA-9FZ, ETA-ETZ       |